# 潮田氏
潮田氏（うしおだし）は、紀氏の流れをくむ武家一族。鎌倉時代に地頭として武蔵国橘樹郡潮田郷（現 神奈川県横浜市鶴見区潮田町）を所領し地名を名乗ったのが家名の興り。後に武蔵国足立郡大宮郷（現 埼玉県さいたま市大宮区、見沼区）を所領とする。赤穂浪士の一人、潮田高教を輩出。

## 大井氏（紀氏流）の興り 1157年頃
紀実直は、保元新制による荘園整理令に伴い国衙の在庁官人として武蔵国荏原郡に土着し、荏原郡大井郷の地名から大井氏を称した。平治の乱による平氏の台頭をうけ平氏方の渋谷氏から又鶴を妻に迎えるも、1180年 源頼朝の関東挙兵には６人の子供達（後の潮田氏初代を含む）と共に大井氏として参加した。
その後、頼朝政権に地頭職を補任され、在地領主として有力御家人となり、たびたび源頼朝の上洛に一族で随行するなど紀氏出身の家臣として重用された。一族は壇ノ浦の戦いや承久の乱などにも参戦している。

## 潮田氏（紀氏大井氏流）の興り  1200年頃
源頼朝の死後、北条時政が実権を握る前に、大井実直は子供達に相続を行い各自が地頭として家名を興した。
長男 実重は渋谷光重の次男として婿養子に入り、のちに薩摩国東郷を相続し東郷氏を興す。
次男 実春が大井氏を継ぎ大井郷と六郷保（現 大田区内東部の多摩川河口部左岸域）を相続。
三男 清実は品川郷を相続し品川（品河）氏を興す。
四男 実高は春日部郷を相続し春日部氏を興す。
五男 実元は潮田郷を相続し潮田氏を興す。
六男 実能は六郷保内堤郷を相続し堤氏を興す。（現 大田区中央六丁目・同八丁目・池上一丁目・同四―五丁目）
以降、北条時政が執権となった鎌倉幕府の御家人として、吾妻鏡に大井一族郎党の名前が頻繁に登場する。1221年 承久の乱では、潮田実元の四郎太郎（４男の長男）が一人を討ち、潮田実元の六郎（６男）が戦死した。
1222年 米良文書によると承久の乱の恩賞で「としま名字之かき立、あたち大宮・牛小田殿」とあり、豊島氏族潮田氏として足立郡大宮郷（埼玉県さいたま市大宮区）に移住したことが判る。

## 三重県の潮田氏
1337年 時の潮田氏長男 清景、次男 実員、３男 幹景、４男 実成、５男 実賢の内、３男 潮田刑部左衛門尉幹景は、南朝宗良親王を奉じて伊勢に下った北畠親房の招集に応じ、現三重県松阪市に神山城を築城、城主となる。1339年 南朝軍を率いて籠城し勝利した。
1569年 潮田英高(長助)正重（1505-1576 北畠具教・具房の家臣 中務少輔 妻：山崎家娘）は、平山城四五百森城（よいほのもり 後に松坂城が建つ地）を岸江又三郎、星合左衛門尉と共に築城、城主となる。以降、三重県で馬之上潮田家及び山崎家として今に続く。

## 太田氏と大宮潮田氏
1477年4月 太田道灌は豊島氏を討ち、豊島氏旧領豊島・足立(潮田氏領地含む)・新座・多東の四郡五万七千余石を所領とした。
1560年 太田家の末裔太田資正は、大宮の在地領主であった潮田常陸介に娘しかいなかったことから、４男の太田資忠を婿入りさせ同時に側室の紅花姫を潮田常陸介に娶らせた。太田資忠は太田家より足立郡大宮、浦和、木崎、潮田家領地の橘樹郡潮田郷合わせて十万石を拝領、潮田出羽守資忠として寿能城を築城し城主となった。
同年、太田新六郎康資の武蔵国橘樹郡潮田郷知行の時、東潮田村の杉山社、西潮田村の御嶽社を太田氏の領地神社として、社殿を改築し社頭を整備した。この事から1200年以降1560年まで潮田郷が潮田氏の領地であったことがうかがえる。
1567年 潮田資忠の実兄である太田氏資が嫡男無く討死したため、後北条氏第4代当主 北条氏政の三男 北条国増丸が氏資の娘を娶り、太田家代々の名乗りである源五郎を襲名し太田氏を継いだ。その源五郎の死亡後 1585年 源五郎の実弟・北条氏房が兄の未亡人(氏資の娘)を娶って太田氏の家督を継いだ。これらにより太田氏は後北条の一族となる。
1590年 太田(北条)氏房と潮田(太田)資忠は後北条方として小田原城に籠城。 潮田資忠・長男 潮田資勝は小田原城にて蓮池門の警護、外郭の井細田口の守備を担当し討死する。太田氏房は隣の久野口を担当した。
同年 浅野長政と本多忠勝が豊臣軍二万を率い岩槻城と寿能城を落城。潮田資忠の娘の能姫は見沼に入水。次男の潮田資政は寿能城より脱出し、伯父の太田資武の元で元服までの間庇護を受け、1602年 土井利勝に仕え古河藩家老となる。潮田資政は現 鷹見泉石記念館に居住した。潮田家家臣加藤大学はやがて潮田家の信仰した武蔵一宮氷川神社の宮司となり、主君資忠、資勝、能を弔った。
1738年 資忠没後150年の命日にあたる元文3年4月18日、古河藩家老潮田勘右衛門資方(資忠６世嫡)は城内物見塚跡に墓碑を建立(さいたま市寿能公園内に現存。墓碑の家紋は実父太田道灌と同じ丸に細桔梗)した。古河潮田家として今に続く。

## 赤穂浪士と潮田氏
1623年 潮田作右衛門(古河庶流)は常陸国笠間藩浅野氏家老の藤井又左衛門の家老として200石で出仕、後に浅野長重に召抱られ、真壁に居住する。1645年 浅野長直の赤穂藩転封に従った。二代目潮田作右衛門は原田角之丞の娘を妻とした。赤穂浪士の一人、潮田又之丞高教は二代目潮田作右衛門の子である。潮田高教の家紋は細丸に三つ引き両。1702年に潮田高教が赤穂浪士として忠義を尽くした浅野家は、1590年に潮田氏の居城である寿能城を落とした浅野家である。初代潮田作右衛門庶流は真壁潮田家として今に続く。